# Тростянець (Залозецька селищна громада)
Тростяне́ць — село в Україні, у Залозецькій селищній громаді Тернопільського районі Тернопільської області. Розташоване на річці Смолянка, на півночі району.
Було центром сільської ради, якій підпорядковувалося с. Білокриниця. Від 2016 року належить до Залозецької селищної громади. У зв'язку з переселенням жителів хутори Заруб, Засільський, Крутнів Гай, Підбілоголовський виведені з облікових даних.
Населення становить 251 особу (2007).

## Населення

### Мова
Розподіл населення за рідною мовою за даними перепису 2001 року:
| Мова       | Кількість | Відсоток |
| ---------- | --------- | -------- |
| українська | 225       | 99.12%   |
| російська  | 1         | 0.44%    |
| білоруська | 1         | 0.44%    |
| Усього     | 227       | 100%     |

## Історія
Перша писемна згадка датується 1437 роком.
1 серпня 1934 року внаслідок адміністративної реформи село включене до новоствореної у Зборівському повіті об'єднаної сільської гміни Оліїв.
1941 року поблизу Тростянця нацисти розстріляли 202 військовополонених бійців ЧА (на братській могилі, що розташована біля перехрестя доріг Залізці–Зборів–Тростянець, 1948 року споруджено пам'ятник: Обеліск, у нижній частині якого зображена голова жінки-матері. Біля обеліска є 22 плити з іменами загиблих. Реконструйовано 1978 року.
12 червня 2020 року, відповідно до розпорядження Кабінету Міністрів України № 724-р «Про визначення адміністративних центрів та затвердження територій територіальних громад Тернопільської області» увійшло до складу Залозецької селищної громади.
19 липня 2020 року, в результаті адміністративно-територіальної реформи та ліквідації Зборівського району, село увійшло до складу Тернопільського району.

## Пам'ятки
- Церква святої Параскеви П'ятниці (1893; зруйнована 1944; перебудована 1950-ті з костелу).
- Геологічна пам'ятка природи місцевого значення Складка облямування рифових вапняків.

## Соціальна сфера
Діють ЗОШ 1 ступ., клуб, бібліотека, ФАП, торговельний заклад.

## Відомі люди
Народилися
- релігійний та громадський діяч А. Локоть.
- культурно-громадський діяч В. Локоть.

## Галерея

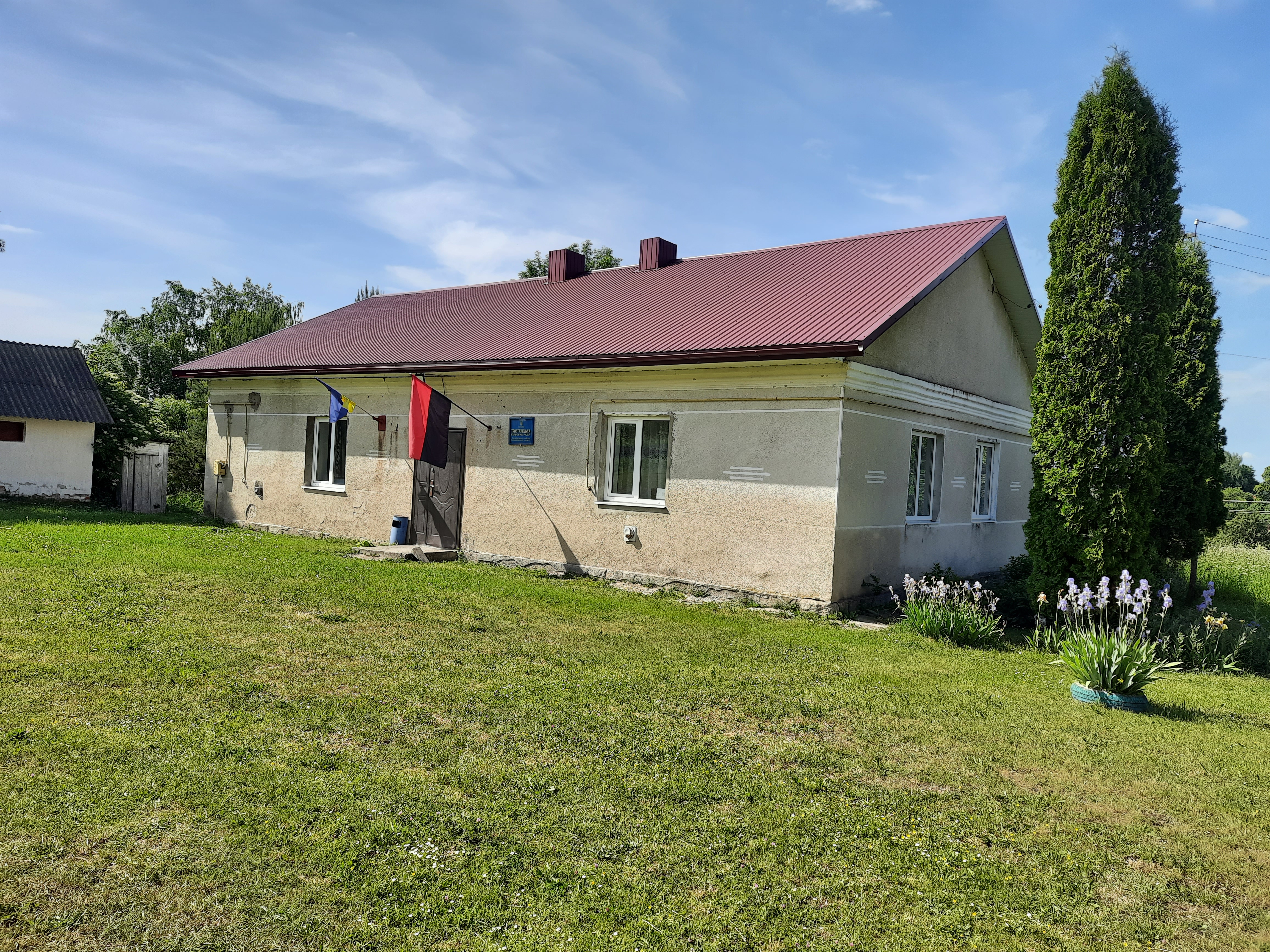
Старостат
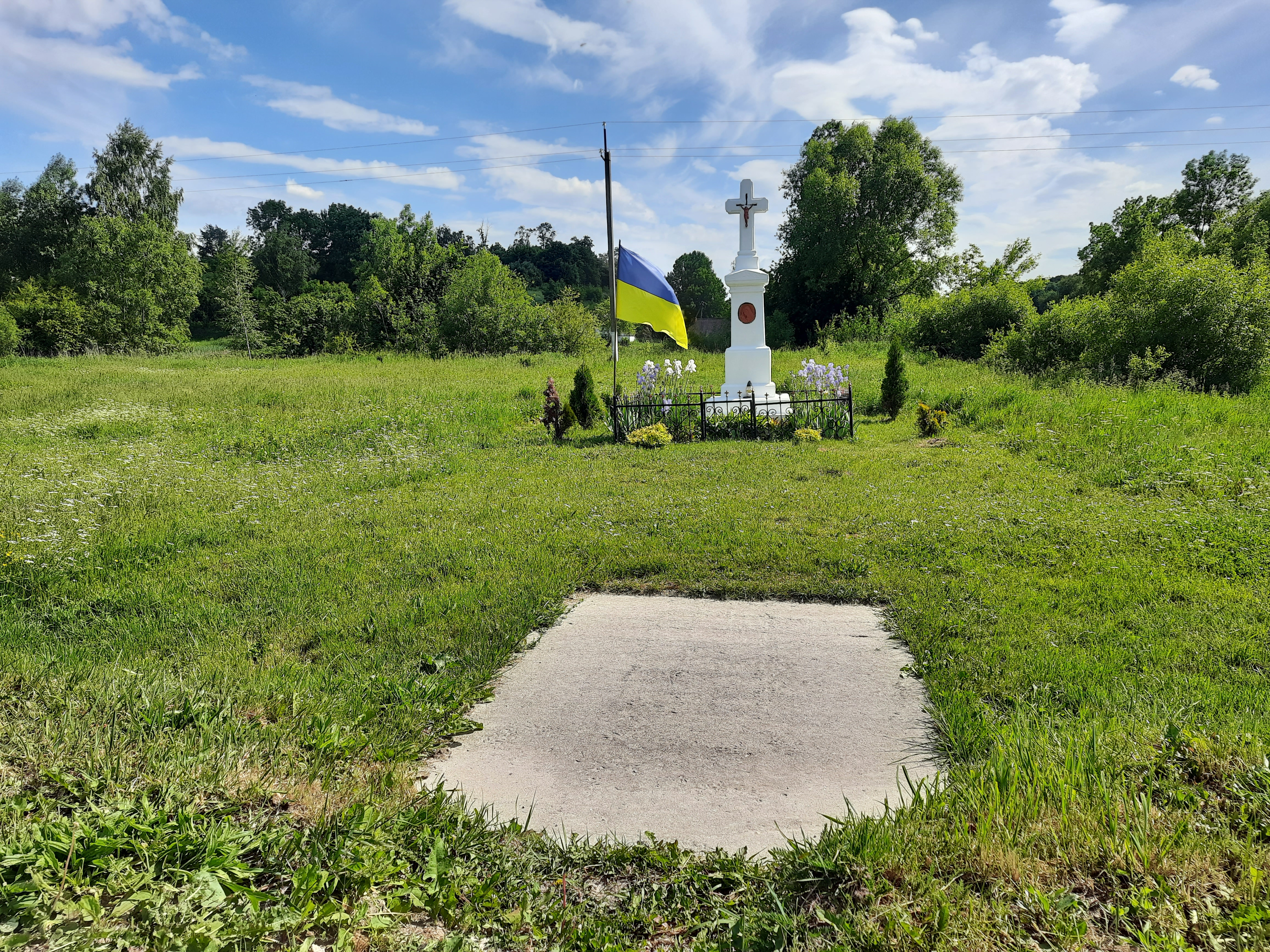
Пам'ятний хрест